# Грецкий, Владимир Иванович
Владимир Иванович Грецкий (1912—2000) — младший лейтенант Рабоче-крестьянской Красной Армии, участник Великой Отечественной войны, Герой Советского Союза (1943).

## Биография
Родился 14 июля 1912 года на хуторе Зайчанский (ныне — Тбилисский район Краснодарского края) в семье казака. Окончил три курса Харьковского техникума механизации сельского хозяйства, после чего работал автомехаником в городе Чарджоу Туркменской ССР. В 1940 году был призван на службу в Рабоче-крестьянскую Красную Армию. В 1942 году он окончил курсы усовершенствования командного состава. С декабря того же года — на фронтах Великой Отечественной войны. К декабрю 1942 года младший лейтенант Владимир Грецкий был заместителем командира танковой роты по политчасти 134-го танкового полка 10-й гвардейской кавалерийской дивизии 4-го гвардейского кавалерийского корпуса Северной группы войск Закавказского фронта. Отличился во время битвы за Кавказ.
12 декабря 1942 года в ходе боя за хутор Нортон Курского района Ставропольского края лично подбил три немецких танка, 13 декабря — ещё один танк, уничтожил автомашину и несколько противотанковых артиллерийских орудий. В бою был контужен, но поля боя не покинул, продолжая сражаться.
Указом Президиума Верховного Совета СССР «О присвоении звания Героя Советского Союза начальствующему и рядовому составу Красной Армии» от 31 марта 1943 года за «образцовое выполнение боевых заданий командования на фронте борьбы с немецкими захватчиками и проявленные при этом отвагу и геройство» удостоен высокого звания Героя Советского Союза с вручением ордена Ленина и медали «Золотая Звезда» за номером 969.
В августе 1944 года был уволен из рядов Вооружённых Сил по инвалидности. Проживал в Краснодаре. Умер 8 сентября 2000 года.
Был также награждён орденом Отечественной войны 1-й степени и рядом медалей. Почётный гражданин станицы Егорлыкская Ростовской области, в этой станице в его честь названа улица.